# Miascia
La miascia (anche nota come meascia o turta di paisan) è un dolce tipico della cucina comasca.

## Preparazione
Non esiste una ricetta univoca della miascia, giacché ogni zona ha la propria: mentre frutta (sia fresca che secca), zucchero e uova sono ingredienti fissi, alcune località del comasco e della Brianza usano il pane raffermo, altre lo sostituiscono con un misto di farina di frumento e farina di mais.
Nel primo caso, in una terrina si mescola il pane – precedentemente ammollato nel latte – con uova, uvetta sultanina ammorbidita nell'acqua tiepida, pinoli, mele e pere sbucciate e tagliate a fettine, zucchero, amaretti sbriciolati e liquore amaretto. L'impasto così ottenuto viene versato in una teglia imburrata e infarinata, spolverizzato di zucchero e scaglie di cioccolato fondente, guarnito con fiocchi di burro e infine cotto in forno. Nel secondo caso, invece, si crea un impasto di farina di mais, farina di frumento, uova, latte e zucchero, a cui vengono poi unite le mele sbucciate a cubetti. Il tutto viene decorato con acini d'uva e cotto in forno in una teglia imburrata e spolverata di pangrattato.

## Varianti
Simile alla miascia è la smaiasa bergamasca, che prevede un impasto di farina di frumento, uvetta sultanina, zucchero, uova, burro, latte, pere, mele, noci, scorza di limone e lievito per dolci, il tutto cotto in una tortiera imburrata e cosparsa di farina di mais.

## Storia
La miascia condivide probabilmente la stessa origine di altre ricette antiche, come il migliaccio di Maestro Martino da Como, che costituivano un pasto vero e proprio grazie all'alto contenuto calorico della frutta e della frutta secca ivi contenute, il cui scopo era sostituire lo zucchero difficilmente reperibile per le classi meno abbienti. In epoca moderna è invece considerata un dolce da merenda o fine pasto.